# Gabriela Firea
Gabriela Firea z domu Vrânceanu (ur. 13 lipca 1972 w Bacău) – rumuńska dziennikarka i polityk, senator, w latach 2016–2020 burmistrz Bukaresztu, od 2021 do 2023 minister, posłanka do Parlamentu Europejskiego X kadencji.

## Życiorys
Z wykształcenia filolog, absolwentka Uniwersytetu Bukareszteńskiego. Doktoryzowała się w zakresie ekonomii na Akademii Studiów Ekonomicznych w Bukareszcie. Od początku lat 90. przez kilkanaście lat była związana z dziennikarstwem. Pracowała w radiu, prasie i telewizji, m.in. jako reportażystka, reporterka i moderatorka. W międzyczasie w 2000 była doradczynią premiera Mugura Isărescu i rzecznikiem prasowym jego rządu. W 2001 została prezenterką w stacji telewizyjnej Antena 1. W 2009 objęła stanowisko dyrektora zarządzającego agencji reklamowej.
Zaangażowała się w działalność polityczną w ramach Partii Socjaldemokratycznej. W wyborach w 2012 z jej ramienia została wybrana w skład Senatu. W 2016 zwyciężyła w wyborach na urząd burmistrza rumuńskiej stolicy. W 2020 bezskutecznie ubiegała się o reelekcję, przegrywając z popieranym przez PNL i ugrupowania liberalne Nicușorem Danem (którego sama pokonała 4 lata wcześniej). W wyniku wyborów parlamentarnych w tym samym roku powróciła w skład Senatu.
W listopadzie 2021 objęła funkcję ministra rodziny, młodzieży i równych szans, dołączając do nowo powołanego rządu Nicolae Ciuki. Utrzymała to stanowisko także w utworzonym w czerwcu 2023 gabinecie Marcela Ciolacu. Zrezygnowała z tej funkcji w następnym miesiącu w związku z wynikami kontroli w domach opieki nad starszymi ludźmi, wskazującymi na liczne nadużycia i niehumanitarne traktowanie pensjonariuszy.
W wyborach w 2024 uzyskała mandat posłanki do Parlamentu Europejskiego X kadencji.

## Życie prywatne
W 1993 jej pierwszym mężem został Răsvan Firea, z którym ma syna. Jej mąż zmarł w 2010. W tym samym roku zawarła związek małżeński z samorządowcem Florentinem Pandele, z którym ma dwoje dzieci.

## Odznaczenia
- Oficer Orderu Gwiazdy Rumunii (2000)[11]